# Caroline Steffen
Caroline Steffen-Murray (* 18. September 1978 in Spiez als Caroline Claudia Steffen) ist eine ehemalige Schweizer Triathletin. Sie ist Triathlon-Weltmeisterin auf der ITU-Langdistanz (2010, 2012), wurde 2012 Zweite bei der Ironman World Championship und gewann zweimal die Ironman European Championship in Frankfurt (2011, 2012). Sie wird in der Bestenliste Schweizer Triathletinnen auf der Ironman-Distanz auf dem zweiten Rang geführt.

## Werdegang
Caroline Steffen begann 1990 mit Schwimmen und war von 1993 bis 2003 während zehn Jahren Mitglied der Schweizer Nationalmannschaft, wo sie 17-fache Schweizer Meisterin wurde.
Im Juli 2006 nahm sie in Zürich an einem Ironman teil, wurde in ihrer Altersklasse Zweite und qualifizierte sich damit für einen Startplatz bei der Ironman World Championship 2006 auf Hawaii, wo sie bei den Frauen den dritten Rang in der Kategorie 25–29 Jahre erreichte. Sie wurde trainiert vom mehrfachen Schweizer Meister Marathon Richard Umberg.
In den Jahren 2007 und 2008 war sie Mitglied einer professionellen Damen-Radmannschaft (Raleigh Lifeforce Creation) und nahm 2007 an der Grande Boucle Féminine teil (das Gegenstück zur Tour de France der Männer), wo Steffen zusammen mit Karin Thürig und Priska Doppmann für die Schweiz die Mannschaftswertung gewann. 2009 wurde sie in ihrem ersten Jahr als Profi Vierte bei der Ironman 70.3 World Championship.

### Weltmeisterin Triathlon Langdistanz 2010
In Immenstadt wurde sie im August 2010 Triathlon-Weltmeisterin auf der Langdistanz der Internationalen Triathlon Union (ITU), und im Oktober wurde sie Zweite beim Ironman Hawaii.
Im Mai 2011 gewann sie in Port Macquarie erstmals einen Wettkampf unter dem Markenzeichen Ironman (3,86 km Schwimmen, 180,2 km Radfahren und 42,195 km Laufen). Im Juli 2011 gewann sie in Frankfurt die Ironman European Championship und konnte 2012 diesen Sieg wiederholen.
Caroline Steffen erzielte im März 2012 in Melbourne mit ihrer Zeit von 4:35:29 h eine Weltbestzeit über die 180-km-Rad-Teildisziplin in einem Ironman-Rennen.

### Weltmeisterin Triathlon Langdistanz 2012
Im Juli 2012 konnte sie in Spanien ihren Erfolg von 2010 wiederholen und holte sich erneut den Titel bei der Weltmeisterschaft auf der Triathlon-Langdistanz. Im Oktober wurde sie Zweite beim Ironman Hawaii.
Sie gewann im Juli 2013 bei der Challenge Roth auf der Langdistanz, und im März 2014 holte sie sich in Melbourne ihren fünften Ironman-Sieg. 2014 konnte sie sich bereits das sechste Mal für einen Startplatz beim Ironman Hawaii im Oktober qualifizieren, wo sie als zweitschnellste Schweizerin den fünften Rang belegte. Steffen startete von 2010 bis 2014 für das Team TBB und wurde dort vom Australier Brett Sutton trainiert, der auch später nach einer Unterbrechung ihr Training wieder übernahm.
Anfang des Jahres 2015 wechselte sie zum neu gegründeten Bahrain Elite Endurance Triathlon Team, welches vom Australier Chris McCormack geleitet wird, der sich seitdem um Steffens Training kümmert. Bei der Ironman European Championship wurde sie im Juli in Frankfurt Dritte, und im Oktober wurde sie Neunte bei der Ironman World Championship auf Hawaii.
Steffen hat 2016 bewusst keinen Ironman bestritten und damit auch auf die Qualifikation zum Ironman Hawaii verzichtet. Im September 2016 wurde sie Vize-Weltmeisterin auf der Triathlon-Langdistanz.
2017 legte sie eine Mutterschaftspause ein. Im Mai 2018 kehrte sie ins Renngeschehen zurück und wurde Dritte bei einem Halb-Ironman in Vietnam. Im August gewann sie den Ironman 70.3 Sunshine Coast in Australien und zwei Monate später auch die Erstaustragung des Ironman 70.3 Shanghai in China. Im Dezember konnte die damals 40-Jährige mit dem Ironman Western Australia ihr sechstes Ironman-Rennen gewinnen und bei der 15. Austragung in 8:49:46 Stunden einen neuen Streckenrekord aufstellen.
Seit 2019 tritt Caroline Steffen nicht mehr international in Erscheinung, und im Dezember 2021 erklärte sie ihre aktive Zeit für beendet.

### Privates
Caroline Steffen ist gelernte Bauzeichnerin, lebte für einige Zeit in Mooloolaba, einem Vorort von Sunshine Coast (Queensland) und heute in Port Macquarie. Ihr Spitzname ist «Xena». 2009 lernte sie den australischen Triathleten David Dellow (* 1979) kennen und war mit ihm bis 2015 liiert.
Im Juli 2017 gab sie bekannt, dass sie mit ihrem Partner, dem früheren Triathleten und Ironman-Moderator Pete Murray, ein Baby erwartet, und im Dezember kam ihr Sohn zur Welt. Seit September 2021 ist sie auch Mutter einer Tochter. Die Familie lebt in der Hafenstadt Port Macquarie.

## Sportliche Erfolge
| Datum/Jahr    | Rang | Wettbewerb                         | Austragungsort  | Zeit        | Bemerkung |
| ------------- | ---- | ---------------------------------- | --------------- | ----------- | --- |
| 11. Aug. 2019 | 1    | Ironman 70.3 Philippines           | Luzon           | 04:24:10    | |
| 30. Juni 2019 | 1    | Chiemsee Triathlon                 | Chiemsee        | 04:07:57    | [ 11 ] |
| 4. Juni 2019  | 1    | Ironman 70.3 Subic Bay Philippines | Philippinen     | 04:29:15    | |
| 24. März 2019 | 2    | Ironman 70.3 Davao                 | Davao           | 04:19:28    | |
| 21. Okt. 2018 | 1    | Ironman 70.3 Shanghai              | Shanghai        | 04:06:32    | bei der Erstaustragung                                                                                         |
| 26. Aug. 2018 | 1    | Ironman 70.3 Sunshine Coast        | Sunshine Coast  | 04:05:44    | |
| 5. Aug. 2018  | 2    | Ironman 70.3 Philippines           | Luzon           | 04:21:46    | |
| 13. Mai 2018  | 3    | Ironman 70.3 Vietnam               | Đà Nẵng         | 04:29:57    | |
| 12. März 2017 | 2    | Ironman 70.3 Subic Bay Philippines | Philippinen     | 04:25:55    | |
| 27. Jan. 2017 | 6    | Ironman 70.3 Dubai                 | Dubai           | 04:09:51    | |
| 4. Sep. 2016  | 5    | Ironman 70.3 World Championships   | Mooloolaba      | 04:17:16    | [ 12 ] |
| 7. Aug. 2016  | 1    | Ironman 70.3 Philippines           | Luzon           | 04:16:19    | fünfter Sieg in Folge auf den Philippinen                                                                      |
| 8. Mai 2016   | 1    | Ironman 70.3 Vietnam               | Đà Nẵng         | 04:12:18    | erfolgreiche Titelverteidigung                                                                                 |
| 2. Apr. 2016  | 2    | Ironman 70.3 California            | Oceanside       | 04:17:39    | |
| 6. März 2016  | 1    | Ironman 70.3 Subic Bay Philippines | Philippinen     |             | |
| 29. Jan. 2016 | 2    | Ironman 70.3 Dubai                 | Dubai           | 04:05:01    | Zweite hinter Daniela Ryf beim ersten Rennen der «Challenge Triple-Crown-Serie»                                |
| 5. Dez. 2015  | 2    | Ironman 70.3 Bahrain               | Manama          | 03:37:45    | Das dritte Rennen der «Challenge Triple-Crown-Serie» musste witterungsbedingt als Duathlon ausgetragen werden. |
| 29. Nov. 2015 | 2    | Ironman 70.3 Western Sydney        | Penrith City    | 04:14:29    | Zweite hinter Annabel Luxford                                                                                  |
| 8. Nov. 2015  | 1    | Ironman 70.3 Mandurah              | Mandurah        |             | |
| 13. Sep. 2015 | 1    | Ironman 70.3 Sunshine Coast        | Sunshine Coast  | 04:09:26    | |
| 2. Aug. 2015  | 1    | Ironman 70.3 Philippines           | Camarines Sur   | 04:23:54    | |
| 14. Juni 2015 | 1    | Ironman 70.3 Cairns                | Cairns          | 04:19:41    | |
| 10. Mai 2015  | 1    | Ironman 70.3 Vietnam               | Đà Nẵng         | 04:21:40    | Siegerin bei der Erstaustragung                                                                                |
| 6. Dez. 2014  | 7    | Challenge Bahrain                  | Bahrain         | 04:05:28    | bei der Erstaustragung                                                                                         |
| 2. Nov. 2014  | 3    | Noosa Triathlon                    | Noosa           | 02:00:29    | |
| 9. Nov. 2014  | 2    | Ironman 70.3 Mandurah              | Mandurah        | 04:03:08    | |
| 14. Sep. 2014 | 1    | Ironman 70.3 Sunshine Coast        | Sunshine Coast  | 04:12:06    | |
| 3. Aug. 2014  | 1    | Ironman 70.3 Philippines           | Camarines Sur   | 04:32:34    | |
| 29. Juni 2014 | 1    | Century Tuna 5150 Philippines      | Subic-Bucht     | 02:15:32    | |
| 2. Feb. 2014  | 2    | Challenge Melbourne                | Melbourne       | 04:20:05    | bei der Erstaustragung                                                                                         |
| 4. Aug. 2013  | 1    | Ironman 70.3 Philippines           | Camarines Sur   |             | |
| 20. Jan. 2013 | 2    | Ironman 70.3 Auckland              | Auckland        | 04:25:16    | |
| 4. Nov. 2012  | 4    | Noosa Triathlon                    | Noosa           | 02:01:05    | |
| 5. Aug. 2012  | 1    | Ironman 70.3 Philippines           | Camarines Sur   | 04:20:48    | Siegerin in Cebu City – vor der US-Amerikanerin Bree Wee                                                       |
| 3. Juni 2012  | 2    | Ironman 70.3 Switzerland           | Rapperswil-Jona | 04:12:17    | |
| 20. Mai 2012  | 5    | Ironman 70.3 Austria               | St. Pölten      | 04:25:35    | |
| 18. Sep. 2011 | 2    | Ironman 70.3 Syracuse              | Syracuse        | 04:21:54    | |
| 3. Sep. 2011  | 1    | Triathlon de Gérardmer             | Gérardmer       | 04:50:33    | Steffen konnte in den Vogesen ihren Sieg aus dem Vorjahr wiederholen.                                          |
| 3. Juli 2011  | 1    | Challenge Aarhus                   | Aarhus          | 04:04:16,12 | Sieg vor der Schwedin Eva Nyström                                                                              |
| 5. Juni 2011  | 1    | Ironman 70.3 Switzerland           | Rapperswil-Jona | 04:15:10    | |
| 29. Mai 2011  | 1    | Citytriathlon Heilbronn            | Heilbronn       | 03:21:34    | |
| 5. Dez. 2010  | 1    | Ironman 70.3 Asia Pacific          | Phuket          | 04:20:13    | 70.3 Asien-Pazifik-Meisterschaften                                                                             |
| 31. Okt. 2010 | 1    | Noosa Triathlon                    | Noosa           | 02:01:18    | [ 16 ] |
| 5. Sep. 2010  | 1    | Triathlon de Gérardmer             | Gérardmer       | 04:52:01    | 1,9 km Schwimmen, 94,5 km Radfahren und 21 km Laufen                                                           |
| 6. Juni 2010  | 1    | Ironman 70.3 Switzerland           | Rapperswil-Jona | 04:19:29    | [ 17 ] |
| 21. März 2010 | 1    | Ironman 70.3 Singapore             | Singapur        | 04:18:14    | [ 18 ] |
| 7. Feb. 2010  | 1    | Ironman 70.3 Geelong               | Geelong         | 04:14:32    | [ 19 ] |
| 9. Jan. 2010  | 2    | Port of Tauranga Half Ironman      | Tauranga        | 04:17:22    | 2 km Schwimmen, 90 km Radfahren und 21,1 km Laufen                                                             |
| 14. Nov. 2009 | 4    | Ironman 70.3 World Championship    | Clearwater      | 04:05:33    | [ 21 ] |
| 2009          | 1    | Gold Coast Half Ironman            | Queensland      | 04:26:41    | Sieg mit neuem Streckenrekord                                                                                  |
| 24. Mai 2009  | 3    | Ironman 70.3 Austria               | St. Pölten      | 04:31:50    | |
| 18. Mai 2008  | 11   | Ironman 70.3 Florida               | Orlando         | 04:21:39    | |
| 7. Sep. 2008  | 7    | Ironman 70.3 Monaco                | Monaco          | 04:52:41    | |
| 1. Juni 2008  | 8    | Ironman 70.3 Switzerland           | Rapperswil-Jona |             | |

| Datum/Jahr    | Rang | Wettbewerb                                      | Austragungsort    | Zeit       | Bemerkung |
| ------------- | ---- | ----------------------------------------------- | ----------------- | ---------- | --- |
| 12. Okt. 2019 | 24   | Ironman Hawaii                                  | Hawaii            | 09:37:11   | |
| 28. Juli 2019 | 4    | Ironman Hamburg                                 | Hamburg           | 09:19:28   | [ 23 ] |
| 5. Mai 2019   | 2    | Ironman Australia                               | Port Macquarie    | 09:17:29   | |
| 2. Dez. 2018  | 1    | Ironman Western Australia                       | Busselton         | 08:49:46   | mit neuem Streckenrekord |
| 24. Sep. 2016 | 2    | ITU Long Distance Triathlon World Championships | Oklahoma          | 06:44:40   | Vize-Weltmeisterin auf der Triathlon-Langdistanz (4 km Schwimmen, 120 km Radfahren und 30 km Laufen)                                                          |
| 10. Okt. 2015 | 9    | Ironman Hawaii                                  | Hawaii            | 09:27:54   | Ironman World Championship |
| 5. Juli 2015  | 3    | Ironman Germany                                 | Frankfurt am Main | 09:11:55   | Ironman European Championship |
| 22. März 2015 | 3    | Ironman Melbourne                               | Melbourne         | 08:59:08   | |
| 11. Okt. 2014 | 5    | Ironman Hawaii                                  | Hawaii            | 09:12:43   | Ironman World Championship |
| 20. Juli 2014 | 3    | Challenge Roth                                  | Roth              | 08:48:42   | |
| 23. März 2014 | 1    | Ironman Melbourne                               | Melbourne         | 08:57:57   | [ 25 ] |
| 12. Okt. 2013 | 5    | Ironman Hawaii                                  | Hawaii            | 09:09:09   | das Rennen mit Magenproblemen beendet |
| 14. Juli 2013 | 1    | Challenge Roth                                  | Roth              | 08:40:35   | |
| 21. Apr. 2013 | 3    | Samui Triathlon                                 | Ko Samui          | 06:32:18   | |
| 24. März 2013 | 3    | Ironman Melbourne                               | Melbourne         | 08:31:21   | Die Schwimmdistanz wurde aufgrund der Witterungsverhältnisse auf halbiertem Kurs ausgetragen.                                                                 |
| 2. März 2013  | 2    | Abu Dhabi International Triathlon               | Abu Dhabi         | 07:23:53   | [ 27 ] |
| 13. Okt. 2012 | 2    | Ironman Hawaii                                  | Hawaii            | 09:16:58   | |
| 23. Sep. 2012 | 1    | ITU LD Triathlon World Series Event             | Weihai            | 04:31:34   | |
| 29. Juli 2012 | 1    | ITU Long Distance Triathlon World Championships | Vitoria-Gasteiz   | 05:28:37   | Triathlon-Weltmeisterin auf der Langdistanz |
| 8. Juli 2012  | 1    | Ironman Germany                                 | Frankfurt am Main | 08:52:33   | Caroline Steffen konnte ihren Vorjahressieg bei der Ironman European Championship erfolgreich verteidigen.                                                    |
| 22. Apr. 2012 | 1    | Samui Triathlon                                 | Ko Samui          | 06:50:43   | Siegerin bei der Erstaustragung auf der Langdistanz (4 km Schwimmen, 122,65 km Radfahren und 30 km Laufen)                                                    |
| 25. März 2012 | 1    | Ironman Melbourne                               | Melbourne         | 08:34:51   | Siegerin bei der Erstaustragung, die zweitschnellste Zeit auf der Ironman-Distanz und neue Weltbestzeit auf der 180 km langen Rad-Teildisziplin mit 4:35:29 h |
| 3. März 2012  | 3    | Abu Dhabi International Triathlon               | Abu Dhabi         | 07:04:29   | |
| 8. Okt. 2011  | 5    | Ironman Hawaii                                  | Hawaii            | 09:07:32   | mit der zweitschnellsten Radzeit (4:50:26 h) bei der Ironman World Championship                                                                               |
| 24. Juli 2011 | 1    | Ironman Germany                                 | Frankfurt am Main | 09:12:13   | Triathlon-Europameisterin auf der Langdistanz – mit neuer Rekordzeit auf der Radstrecke: 4:51:07 h                                                            |
| 1. Mai 2011   | 1    | Ironman Australia                               | Port Macquarie    | 09:29:54   | erster Sieg auf der Ironman-Distanz |
| 12. März 2011 | 2    | Abu Dhabi International Triathlon               | Abu Dhabi         | 07:19:45   | Zweite hinter Julie Dibens (3 km Schwimmen, 200 km Radfahren und 20 km Laufen)                                                                                |
| 9. Okt. 2010  | 2    | Ironman Hawaii                                  | Hawaii            | 09:06:00   | |
| 25. Sep. 2010 | 1    | ITU Long Distance Triathlon World Series        | Weihai            | 04:03:40   | |
| 1. Aug. 2010  | 1    | ITU Long Distance Triathlon World Championships | Immenstadt        | 06:16:07   | Bei der Langdistanz-WM (4 km Schwimmen, 130 km Radfahren und 30 km Laufen) wurde Caroline Steffen als erste Schweizerin Weltmeisterin auf der Langdistanz.    |
| 4. Juli 2010  | 2    | Ironman Germany                                 | Frankfurt am Main | 09:06:42,5 | Zweite bei der Ironman European Championship |
| 25. Apr. 2010 | 2    | Ironman South Africa                            | Port Elizabeth    | 09:22:00   | zweiter Rang hinter der Deutschen Sonja Tajsich |
| 13. März 2010 | 4    | Abu Dhabi International Triathlon               | Abu Dhabi         | 07:21:01   | [ 30 ] |
| 12. Juli 2009 | 10   | Ironman Switzerland                             | Zürich            | 09:44:38   | |
| 21. Juni 2009 | DNF  | Ironman Coeur d’Alene                           | Idaho             | –          | Caroline Steffen stieg als schnellste Frau der Schwimmetappe aus dem Wasser, musste das Rennen aber später abbrechen.                                         |
| 6. Apr. 2008  | 3    | Ironman Australia                               | Port Macquarie    | 09:38:44   | |
| 13. Juni 2008 | 3    | Ironman Switzerland                             | Zürich            | 09:37:24   | erster Start mit Profilizenz |
| 21. Okt. 2006 |      | Ironman Hawaii                                  | Hawaii            | 09:59:22   | 3. Rang in der Kategorie 25–29 |
| 2. Juli 2006  |      | Ironman Switzerland                             | Zürich            | 09:58:08   | 2. Rang in der Kategorie 25–29 |

| Datum/Jahr | Rang | Wettbewerb | Austragungsort | Zeit | Bemerkung           |
| ---------- | ---- | ---------- | -------------- | ---- | ------------------- |
| 2005       | 5    | Gigathlon  |                |      | nach ca. 30 Stunden |

(DNF – Did Not Finish)